# Knoten Steinhäusel
Het Knoten Steinhäusel is een snelwegknooppunt in de Oostenrijkse deelstaat Neder-Oostenrijk. Op dit knooppunt ten zuidoosten van Eichgraben sluit de (A21) aan op de (A1).

## Bouwvorm
Het knooppunt is een mixvormknooppunt.